# Шейхабад (Амлаш)
Шейхабад (перс. شيخ اباد) — село в Ірані, у дегестані Північний Амлаш, в Центральному бахші, шагрестані Амлаш остану Ґілян. За даними перепису 2006 року, його населення становило 94 особи, що проживали у складі 27 сімей.